# Achmetschan Jessimow

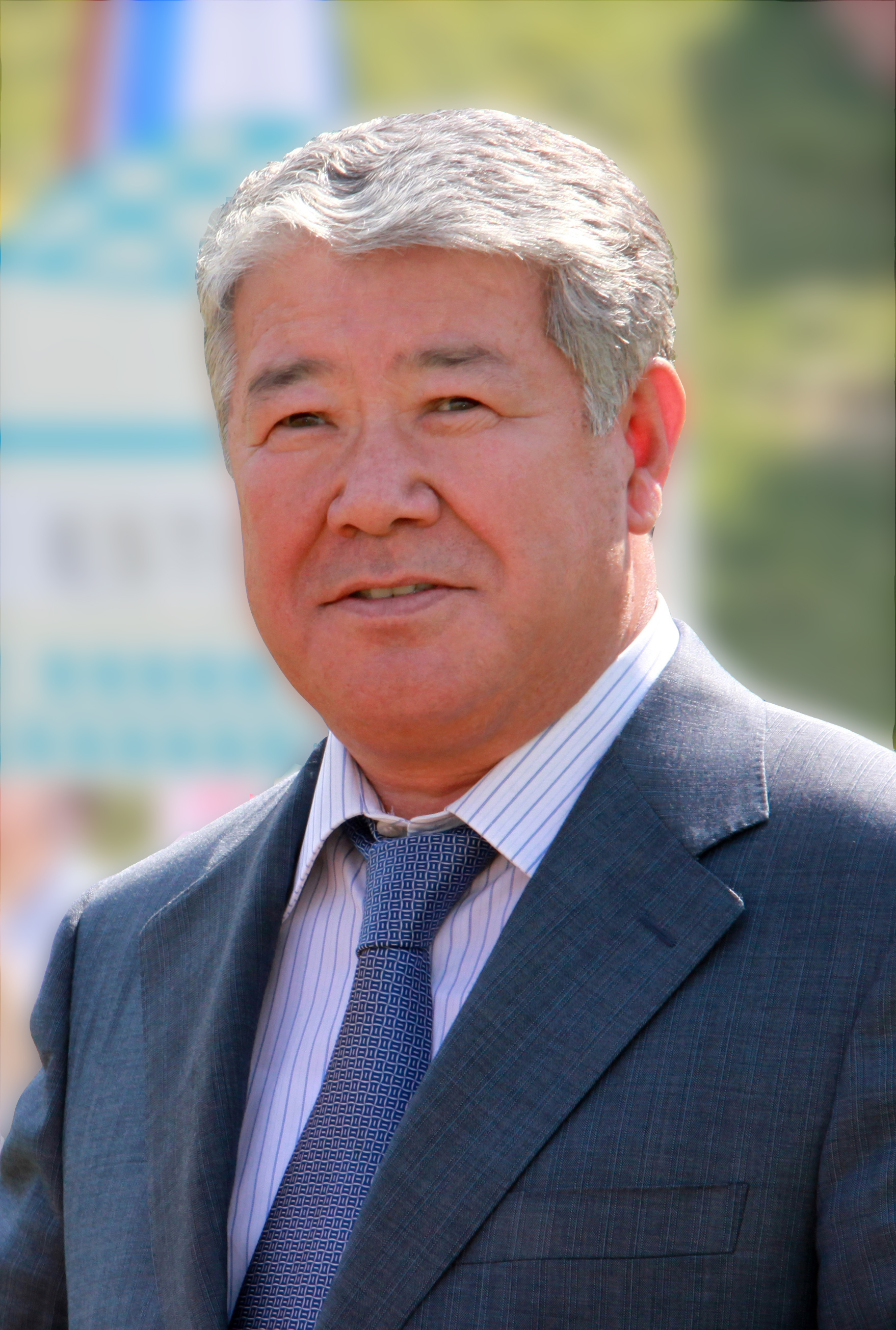
Achmetschan Jessimow, 2013

Achmetschan Smaghululy Jessimow (kasachisch Ахметжан Смағұлұлы Есімов, russisch Ахметжан Смагулович Есимов, Achmetschan Smagulowitsch Jessimow; * 15. Dezember 1950 im Gebiet Almaty) ist ein kasachischer Politiker. Seit August 2015 ist er Geschäftsführer der nationalen Gesellschaft zur Durchführung der Expo 2017.

## Leben
Achmetschan Jessimow wurde am 19. Dezember 1950 im Bezirk Kaskelen in der Nähe von Almaty geboren. 1974 erhielt er einen Abschluss am Kasachischen Landwirtschaftsinstitut. In den folgenden Jahren engagierte er sich in der Kommunistischen Partei Kasachstans und 1990 wurde er zum ersten stellvertretenden Vorsitzenden des Staatlichen Landwirtschaftlichen Ausschusses der Kasachischen SSR ernannt sowie 1991 zum Ersten Stellvertreter des Ministers für Landwirtschaft und Ernährung der Kasachischen SSR.
1991 wurde er schließlich Vorsitzender der regionalen Verwaltung des Gebietes Almaty; dieses Amt bekleidete er bis Dezember 1994. Von 1998 bis 2001 war Achmetdschan Jesimow Botschafter Kasachstans in den Beneluxländern und Repräsentant Kasachstans bei der Europäischen Union und der NATO.
Von Mai 2001 bis Mai 2006 war er zum ersten Mal Minister für Landwirtschaft in Kasachstan. Vom 19. Januar 2006 bis April 2008 war er erneut Minister für Landwirtschaft. In einer außerordentlichen Sitzung der Stadtverwaltung von Almaty wurde er am 4. April 2008 zum neuen Bürgermeister der Stadt ernannt. Am 16. Oktober 2008 wurde er außerdem zum regionalen Vorsitzenden der Partei Nur Otan gewählt.
Am 9. August 2015 wurde er auf Beschluss des kasachischen Präsidenten Vorsitzender der nationalen Gesellschaft zur Durchführung der Expo 2017 in Astana.

## Auszeichnungen
- Ehrenzeichen der Sowjetunion (1982)
- Orden Parasat (2002)
- Orden Otan (2007)
- Verdienstorden der Republik Polen (Polen, 2011)
- Orden der Freundschaft (Russland, 2012)
- Orden Nasarbajew